# Помбия
Помбия (итал. и пьем. Pombia, ломб. Pumbia) — коммуна в Италии, располагается в регионе Пьемонт, в провинции Новара.
Население составляет 1816 человек (2008 г.), плотность населения — 165 чел./км². Занимает площадь 11 км². Почтовый индекс — 28050. Телефонный код — 0321.
Покровителем населённого пункта считается святой Викентий Паллотти.
В 1976 году в Помбии был открыт сафари-парк.

## Демография
Динамика населения:

## Администрация коммуны
- Официальный сайт: https://web.archive.org/web/20090301135824/http://www.comunedipombia.it/